# Nyctemera variolosa
Nyctemera variolosa är en fjärilsart som beskrevs av Felder 1874. Nyctemera variolosa ingår i släktet Nyctemera och familjen björnspinnare. Inga underarter finns listade i Catalogue of Life.